# Буллок, Джеймс Стивенс
Джеймс Стивенс Буллок (англ. James Stephens Bulloch; 1793, Саванна, Джорджия, США — 18 февраля 1849, Розуэлл, Джорджия, США) — американский плантатор и рабовладелец. Внук губернатора Джорджии Арчибальда Буллока, дед президента США Теодора Рузвельта.

## Биография
Джеймс Стивенс Буллок родился в Саванне в штате Джорджия в семье плантаторов капитана Джеймса Буллока (1765—1806) и Энн Буллок, урождённой Ирвин (1770—1810). У него был старший брат Джон Ирвин Буллок и две младшие сестры, Джейн и Энн Буллок. Джеймс Стивенс получил образование по управлению плантациями и работе с надсмотрщиками, чтобы справляться с рабским трудом.
В 1838 году Буллок перевёз свою семью из Саванны в северную Джорджию, чтобы вместе с Розуэллом Кингом основать хлопчатобумажную фабрику в предгорьях недалеко от водопада. Они использовали энергию воды для своих мельниц. На месте, впоследствии ставшим городом Розуэлл, Буллок в 1839 году построил особняк Буллок-холл трудом рабов и ремесленников. Сегодня его дом отреставрирован и внесён в Национальный реестр исторических мест.
Джеймс Стивенс также развил плантацию близ фабрики, где его работники выращивали и перерабатывали коротковолокнистый хлопок, главную товарную культуру. Этот хлопок стал прибыльным благодаря изобретению хлопкоочистительной машины и посадке растения по всему предгорному району.

## Семья
Джеймс Стивенс Буллок женился 31 декабря 1817 года на Эстер Амаринте «Хэтти» Эллиотт (1797—1831), дочери сенатора Джона Эллиотта и Эстер Данвуди. У них родилось двое сыновей:
- Джон Эллиотт Буллок (1819—1821)
- Джеймс Данвуди Буллок (1823—1901)[2][3]

После смерти Хэтти, Буллок женился 8 мая 1832 года на Марте «Пэтси» Стюарт (1799—1864), второй жене и вдове сенатора Эллиотта. Джеймс ранее ухаживал за Пэтси в 1817 году и сделал ей предложение. Она отклонила предложение и позже вышла замуж за сенатора Джона Эллиотта. Пэтси была младшей дочерью генерала Дэниела Стюарта и Сюзанны Освальд. Вместе у Джеймса и Пэтси было четверо детей:
- Анна Луиза Буллок (1833—1893), вышла замуж за Джеймса Кинга Грейси (1840—1903)[4]
- Марта «Митти» Буллок (1835—1884), вышла замуж за Теодора Рузвельта-старшего (1831—1878)[5]
- Чарльз Ирвин Буллок (1838—1841), умер молодым
- Ирвин Стивенс Буллок (1842—1898)[6]

Джеймс Стивенс Буллок умер 18 февраля 1849 года. Согласно списку рабов 1850 года, его вдова Марта Стюарт Эллиотт Буллок продолжала держать 31 раба для работы на своей плантации.